# サクラ (SMOOTH ACEの曲)
「サクラ」は、日本のア・カペラ ヴォーカルグループ、SMOOTH ACEの4枚目のシングル。2000年9月6日にTOSHIBA EMIからリリースされ、4曲が収録されている。メジャー・デビューのシングル。

## 収録曲
特記以外作詞：岡村玄、作曲：重住ひろこ　コーラス・アレンジ：SMOOTH ACE
1. サクラ（編曲:権藤知彦）
2. プラスアルファ幸せ（編曲:荒木晋）
3. tender（編曲：木本靖夫）
4. Fly way（remixed by Hiroto Suzuki）

## 参加
重住ひろこ、岡村玄、平慎也、李眞姫（vo, cho）／徳澤青弦（Vc）
品番
TOCT-22109 